# Béla Czóbel

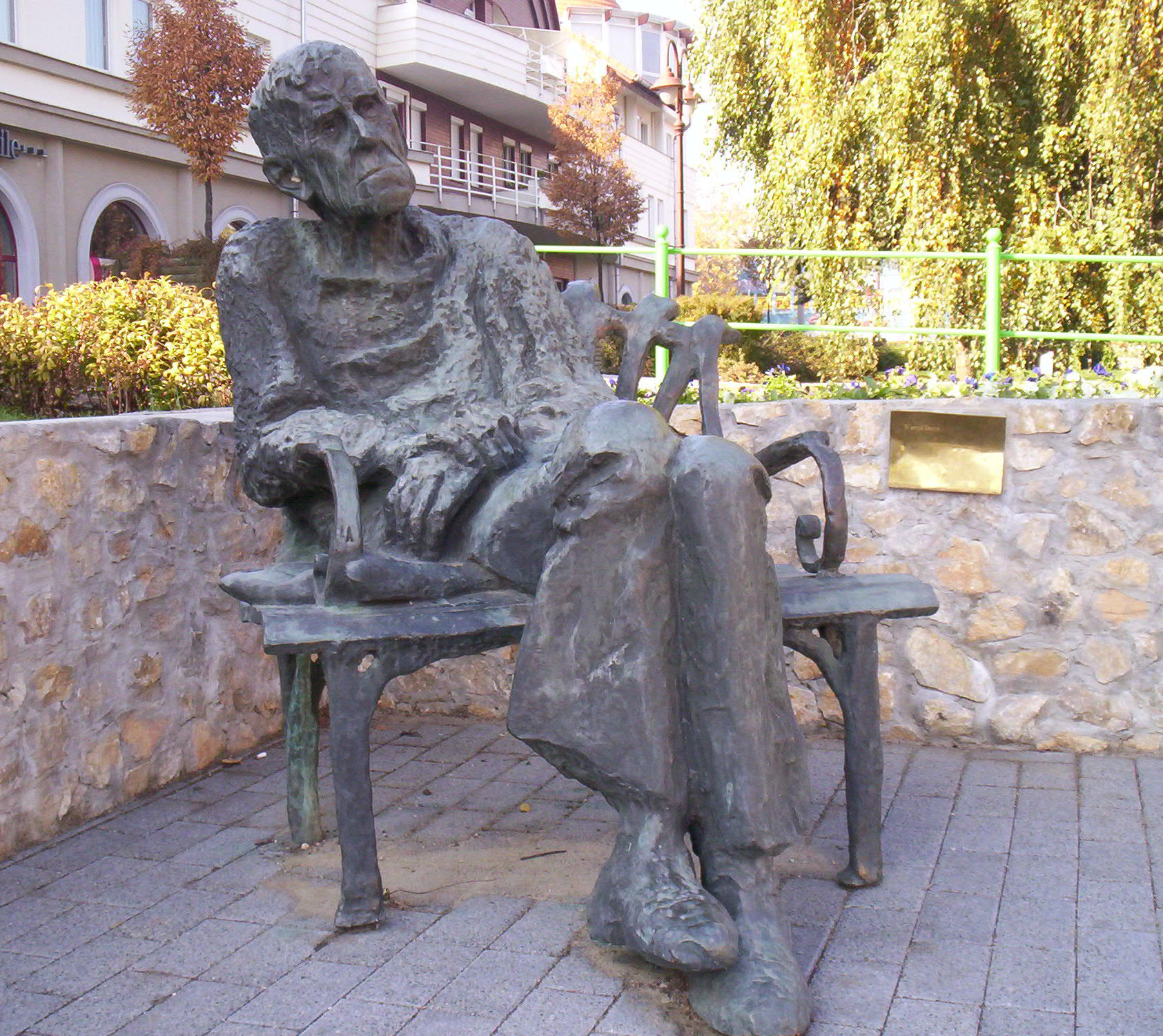
Porträt von Béla Czóbel von Imre Varga (1976)

Béla Czóbel (* 4. September 1883 in Budapest; † 29. Januar 1976 ebenda) war ein ungarischer expressionistischer und fauvistischer Künstler jüdischer Abstammung.

## Leben und Wirken
Béla Czóbel war der ältere Bruder von Ernő Czóbel. 1902 verbrachte er den Sommer bei den Impressionisten in Nagybanya. Czóbel studierte 1902 und 1903 bei Ludwig von Herterich und Julius Diez an der Münchener Akademie. Danach wechselte er an die Pariser Académie Julian zu Jean-Paul Laurens. In Paris lernte er Pablo Picasso und André Dunoyer de Segonzac kennen. 1905 stellte Czóbel erstmals Bilder aus, die im Saal der Fauves im Salon d’Automne gezeigt wurden. Obwohl er formal Mitglied bei den Fauvisten war, orientierte er sich eher an Paul Cézanne. Czóbel war Mitglied der Künstlervereinigungen MIÉNK und Nyolcak und blieb bis 1914 in Paris. Den Ersten Weltkrieg verlebte er im niederländischen Bergen, danach wirkte er von 1919 bis 1925 in Berlin. 1925 zog er endgültig nach Paris, hielt aber ständigen Kontakt zu den ungarischen Künstlern, den Sommer verbrachte er meist in Szentendre. 1937 wurden in der Nazi-Aktion „Entartete Kunst“ Grafiken Czóbels aus dem Museum für Kunst und Heimatgeschichte Erfurt, den Kunstsammlungen der Universität Göttingen und der Städtische Bildergalerie Wuppertal-Elberfeld beschlagnahmt und zerstört.
1933 erhielt Czóbel den Szinyei-Preis, 1948 den Kossuth-Preis.
Nach seiner fauvistischen Periode versuchte Czóbel einen Weg zwischen den französischen Fauvisten, den deutschen Expressionisten und der Schule von Nagybanya zu finden. Gemeinsames Merkmal der meisten seiner Bilder ist die starke, am Expressionismus orientierte Farbgebung, die mit der eher strengen Linienführung kontrastiert. „Seine Gemälde zeugen davon, dass sich in seiner Kunst ein neuer Grad der Verschmelzung von Expressionismus und Kubismus herausgebildet hatte.“
In Szentendre befindet sich seit 1975 ein Czóbel-Museum.
Béla Czóbel heiratete im Jahr 1905 die Malerin und Textildesignerin Isolde Daig. Im April 1906 wurde in Bamberg ihre gemeinsame Tochter Lisa geboren, die später zu einer der bedeutendsten Ausdruckstänzerinnen des 20. Jahrhunderts wurde. In den Sommermonaten der Jahre 1924–1928 waren Béla, Isolde und Lisa Czóbel regelmäßige Gäste in Gertraud Rostoskys Künstlerkolonie Neue Welt. Das Ehepaar Czóbel trennte sich im Jahr 1934; im August 1939 wurden die beiden geschieden.

Im Jahr 1940 heiratete Béla Czóbel die ungarische Künstlerin Mária Modok (1896–1971), deren Werke ebenfalls im Czóbel-Museum in Szentendre ausgestellt sind.

## 1937 nachweislich als „entartet“ beschlagnahmte und zerstörte Grafiken Czóbels
- Liegende
- Lesendes Mädchen (Radierung, 1920; Blatt 63 der beschlagnahmten Zeitschrift in Mappenform Die Schaffenden. Jg. II, Mappe 3, 1920)
- Sitzendes Mädchen (Lithografie, 1920; Blatt 64 der beschlagnahmten Zeitschrift Die Schaffenden. Jg. II, Mappe 3, 1920)
- Mädchen mit Puppe (Radierung, 1921; Blatt 101 der beschlagnahmten Zeitschrift Die Schaffenden. Jg. III, Mappe 3, 1922)

## Ausstellungen
- 1919: Berlin, Freie Sezession
- 1920: Berlin, Galerie Goldschmidt
- 1920: Berlin, Kunstsalon Paul Cassierer
- 1923: Berlin, Galerie Dr. Fritz Goldschmidt und Dr. Victor Wallerstein